# Вайдемар, Ингрид Гарде
Ингрид Гарде Вайдемар (швед. Ingrid Gärde Widemar; 24 марта 1912, Йёнчёпинг — 2 января 2009) — шведская юристка и политик. Член Риксдага. Первая женщина-судья Верховного суда Швеции.

## Биография
До 1936 года изучала право в Стокгольмском университете. Дипломированный юрист. В 1936—1939 годах работала нотариусом в Стокгольмской мерии, в 1940—1944 годах — судья Апелляционного суда Свеаланда. С 1945 года руководила собственной адвокатской фирмой.
В 1948 году была принята в Шведскую коллегию адвокатов.
Политик, член Либеральной партии Швеции.
Избиралась членом Риксдага от Стокгольма в Нижнюю палату (1949—1952), Верхнюю палату (1954—1960) и Нижнюю палату (1961—1968).
В 1968—1977 годах — первая женщина-судья Верховного суда Швеции.